# 松山城索道

索道，2014年

松山城索道（日语：／）是位於愛媛縣松山市松山城內的索道。正式名稱為松山城山索道。
現在索道車廂已經是第五代。曾經索道車廂以江戶時代的駕籠作為主題，當時很受歡迎。

## 路線數據
- 全長：327米
- 最大坡度：23度08分
- 走行方式：4線交走式
- 行走時間：約3分鐘
- 車站數目：2個（包括起終點站）
- 載客量：51人（第四代車廂）
- 高低差：62米

## 車站列表
東雲口站33°50′40″N 132°46′18.5″E / 33.84444°N 132.771806°E） - 長者平站（33°50′40″N 132°46′5.5″E / 33.84444°N 132.768194°E）

## 歷史
- 1955年（昭和30年）8月7日：車站啟用
- 2006年（平成18年）3月5日：東雲口站車站大樓翻新。成為了觀光的據點和市民交流場地。
- 2008年（平成20年）4月1日：伊予鐵道開始管理松山城相關設施（指定管理者）[2]。

## 吊椅
與松山城索道並行，吊椅只可讓一人乘坐。所需時間為約6分鐘。在1966年（昭和41年）7月13日啟用。車票是索道和吊椅共用，在購入車票可擇哪一個載具。雖然吊椅作為遊樂場的元素而受到歡迎，但是原則上雨天會暫停服務。正式名稱為松山城山吊椅。

東雲口站車站大樓
吊椅（左），索道（右）
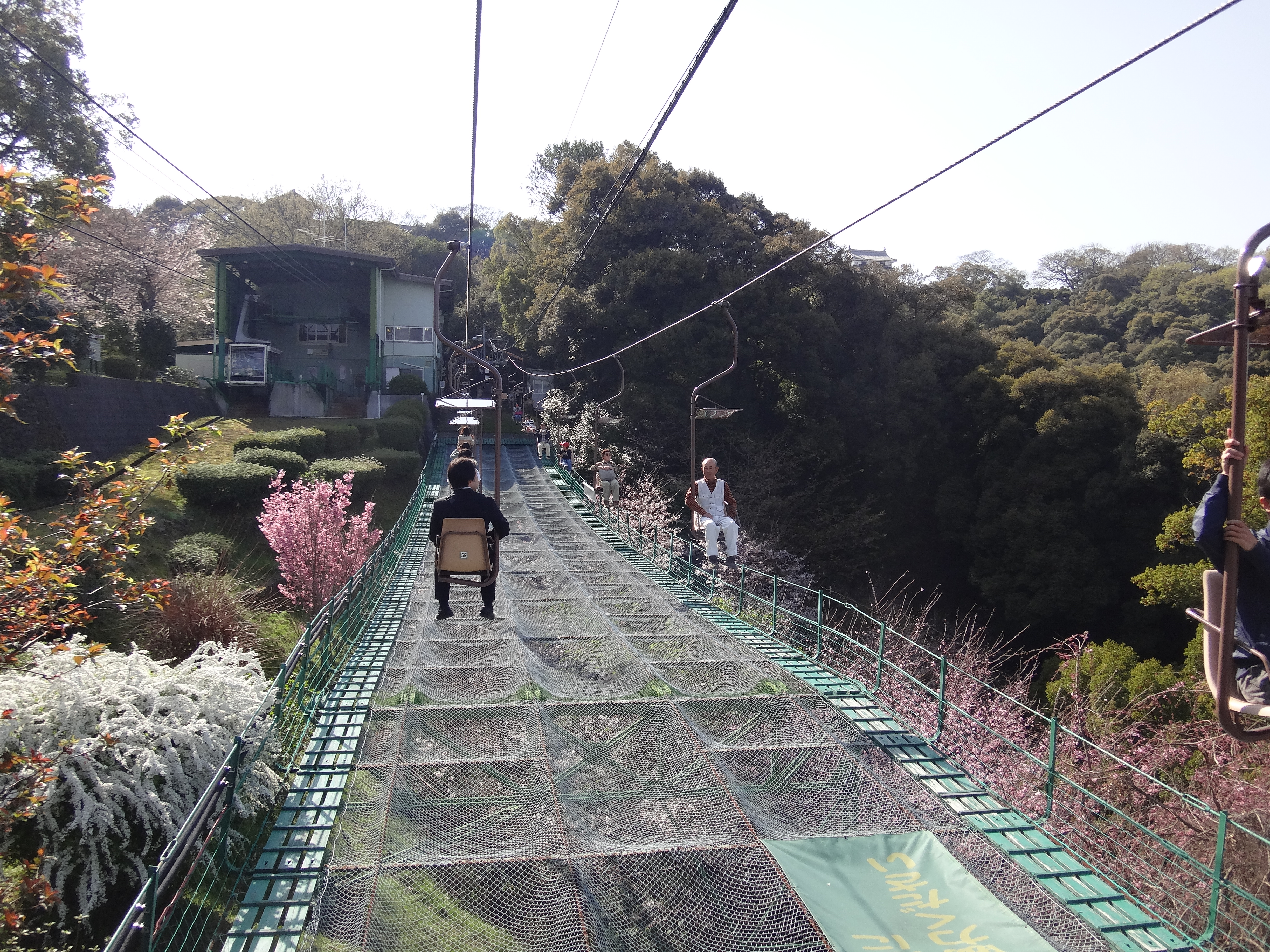
吊椅
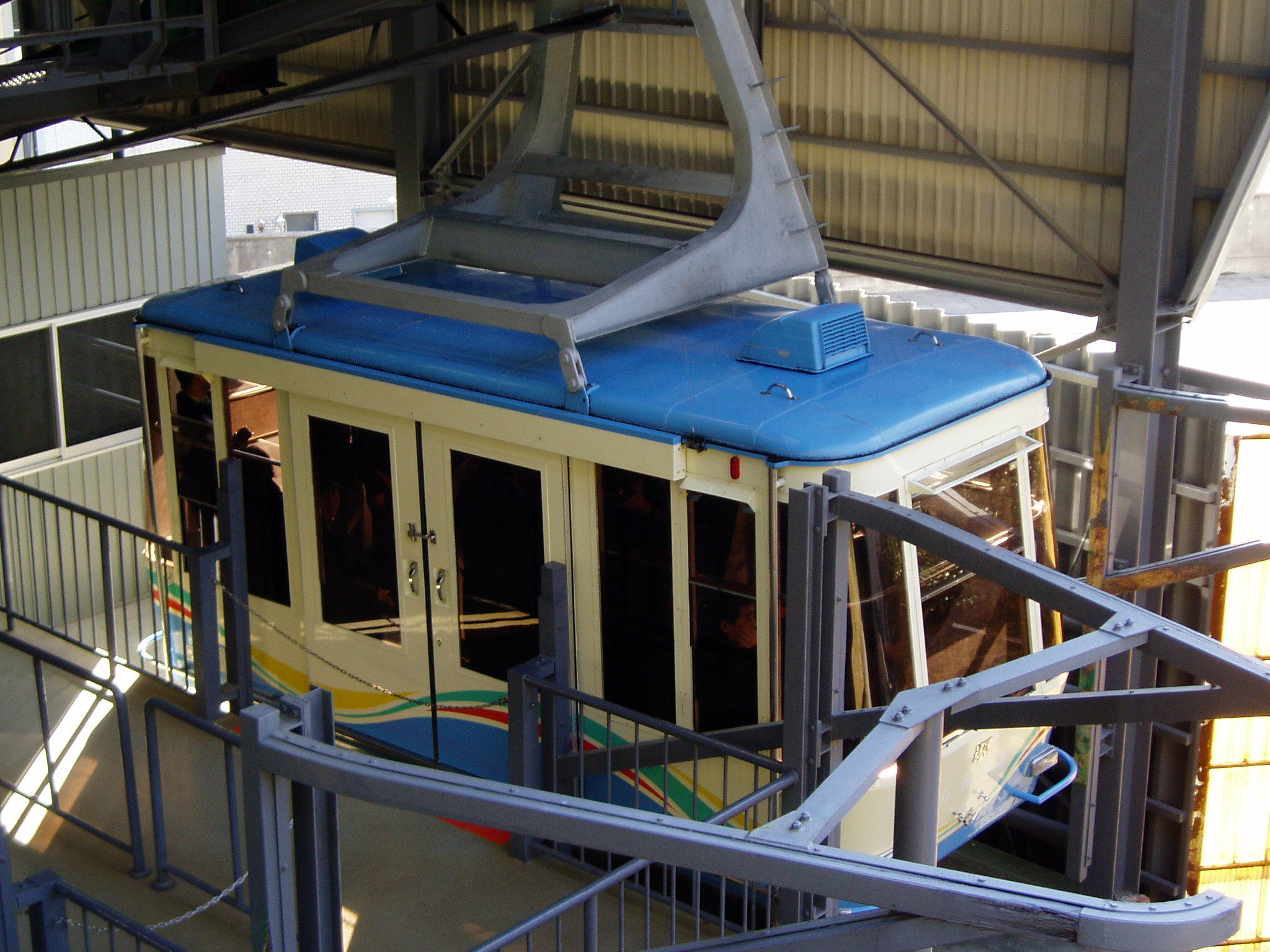
第四代索道車廂
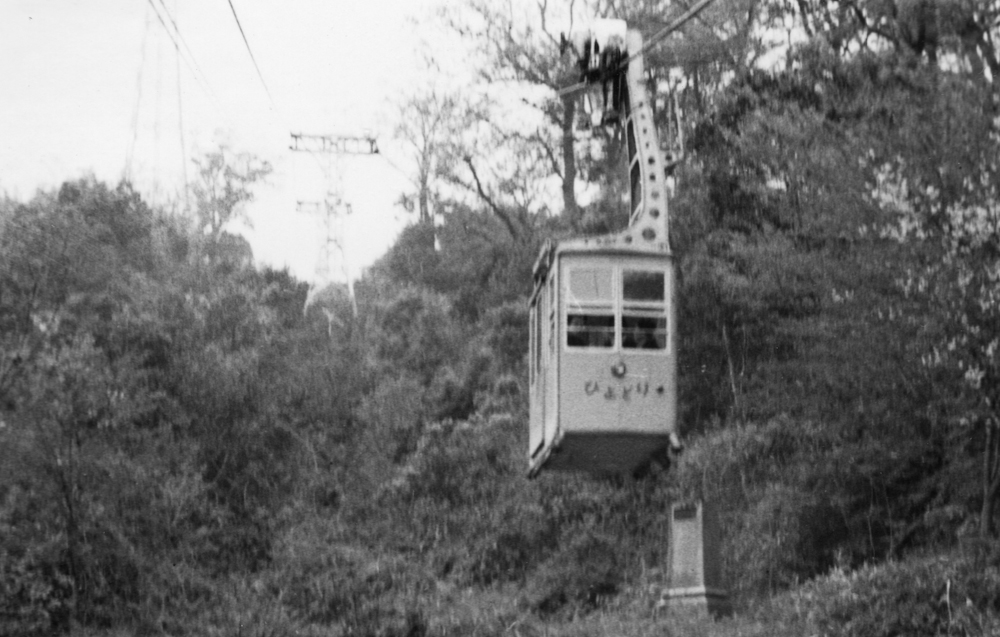
第一代索道車廂「棕耳鵯號」
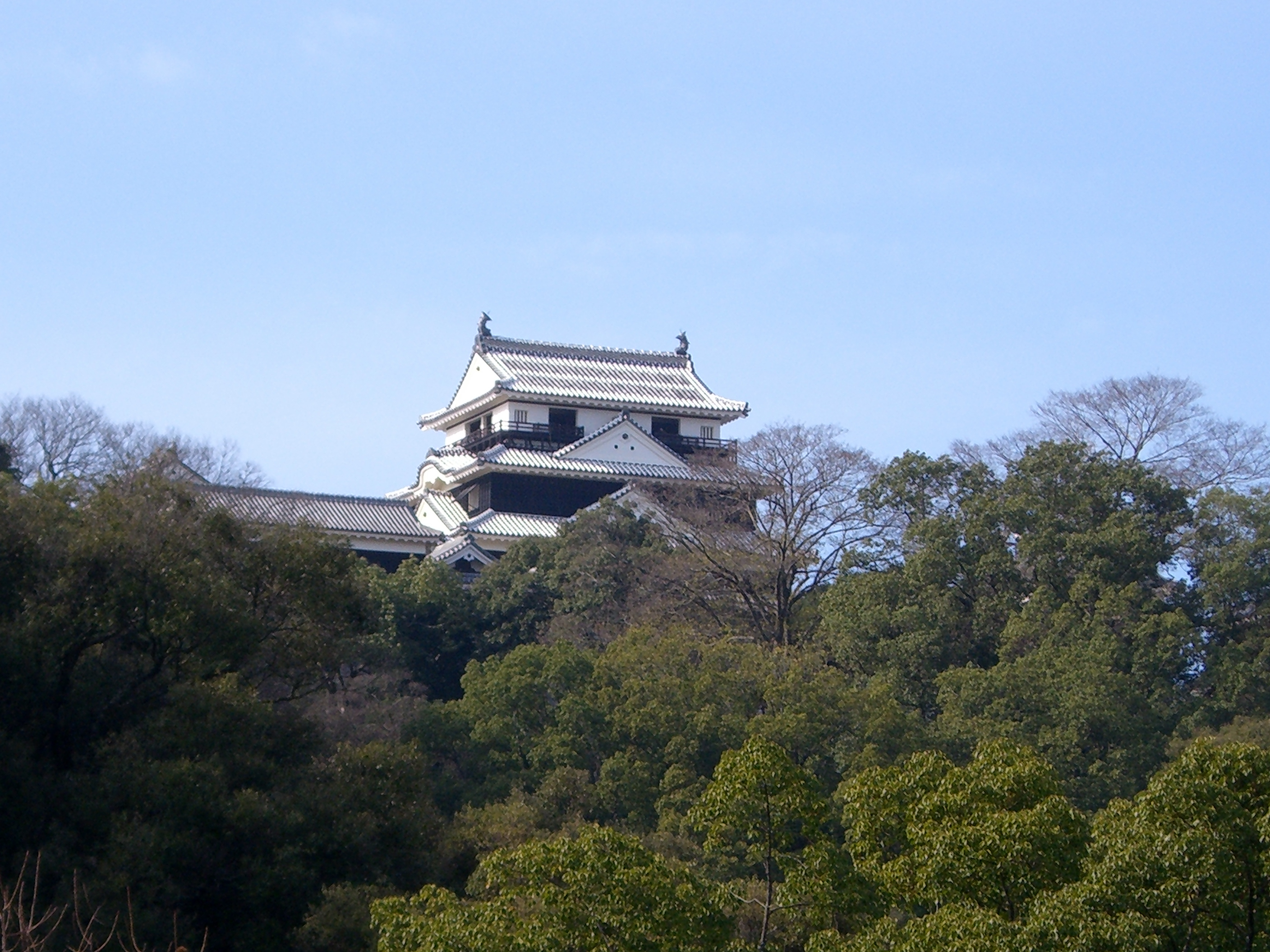
從吊椅望向松山城大天守

## 注腳
1. 1 2  松山城山索道条例 （页面存档备份，存于）（日語）
2. ↑  指定管理者制度導入施設一覧 （页面存档备份，存于）（日語）

## 外部連結
- 松山市/松山城 （页面存档备份，存于）（日語）
- 伊予鐵道/松山城綜合事務所 （页面存档备份，存于）（日語）